# Boarmia atrilunaria
Boarmia atrilunaria är en fjärilsart som beskrevs av Paul Mabille 1893. Boarmia atrilunaria ingår i släktet Boarmia och familjen mätare. Inga underarter finns listade i Catalogue of Life.